# Parc de la Patte-d'Oie

Logo des jardins remarquables.

Le parc de la Patte d'oie est un espace vert de Reims, classé Jardin remarquable.

## Présentation
Édifié en 1733, il se trouve dans l'ensemble basse promenade de Reims, entre la Vesle et la gare de Reims. Son enclave inclut le Palais des congrès et le Cirque. Jardin à la française à ses débuts, il est remanié en 1883 et le kiosque de 1865 est supprimé. Le kiosque actuel est celui qui se trouvait plus haut sur les promenades.
Il est une nouvelle fois rénové de 1994. Pour sa modernisation, il est conçu avec un espace de jeux pour enfants, une source décorative alimentant par ailleurs un bassin et le kiosque à musique, ainsi qu'une esplanade avec jets d'eau et sculptures formant l'accueil du Palais des congrès. Il comprend un espace rocailleux créé en 1896 à partir d'un dessin de Durand : un style alpin avec un séquoia et un ruisseau.
Il est classé depuis 2015 comme Jardin remarquable.

## Sculptures
- Le cerf victorieux : Pierre-Albert Laplanche, sculpteur français.

## Aire de jeux
Les ateliers de Launay ont réalisé une aire de jeux pour les enfants en lien avec les bâtisseurs de la cathédrale de Reims.
- Le clocher,

## En images

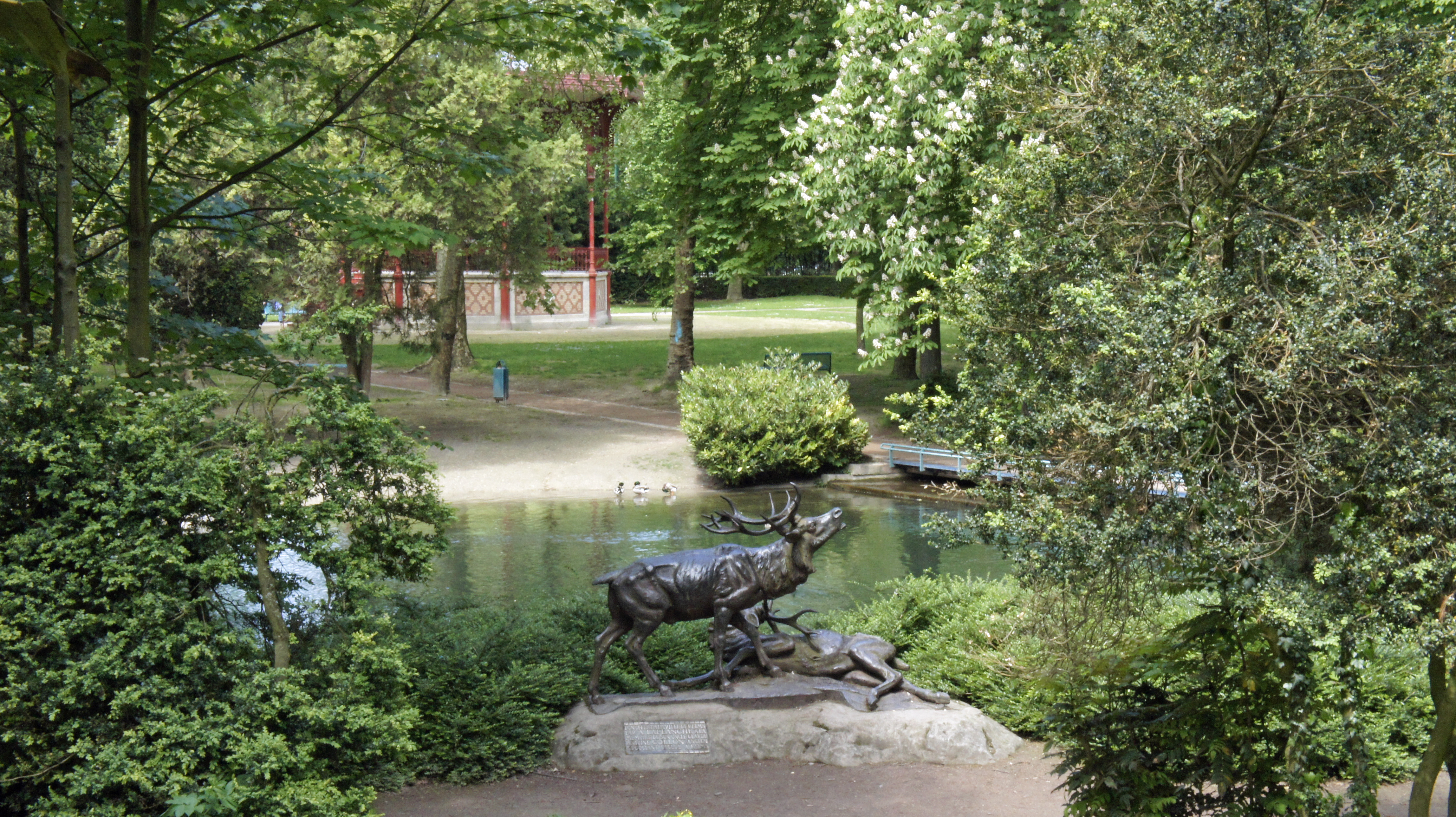
Sculpture et kiosque à musique de 1769,
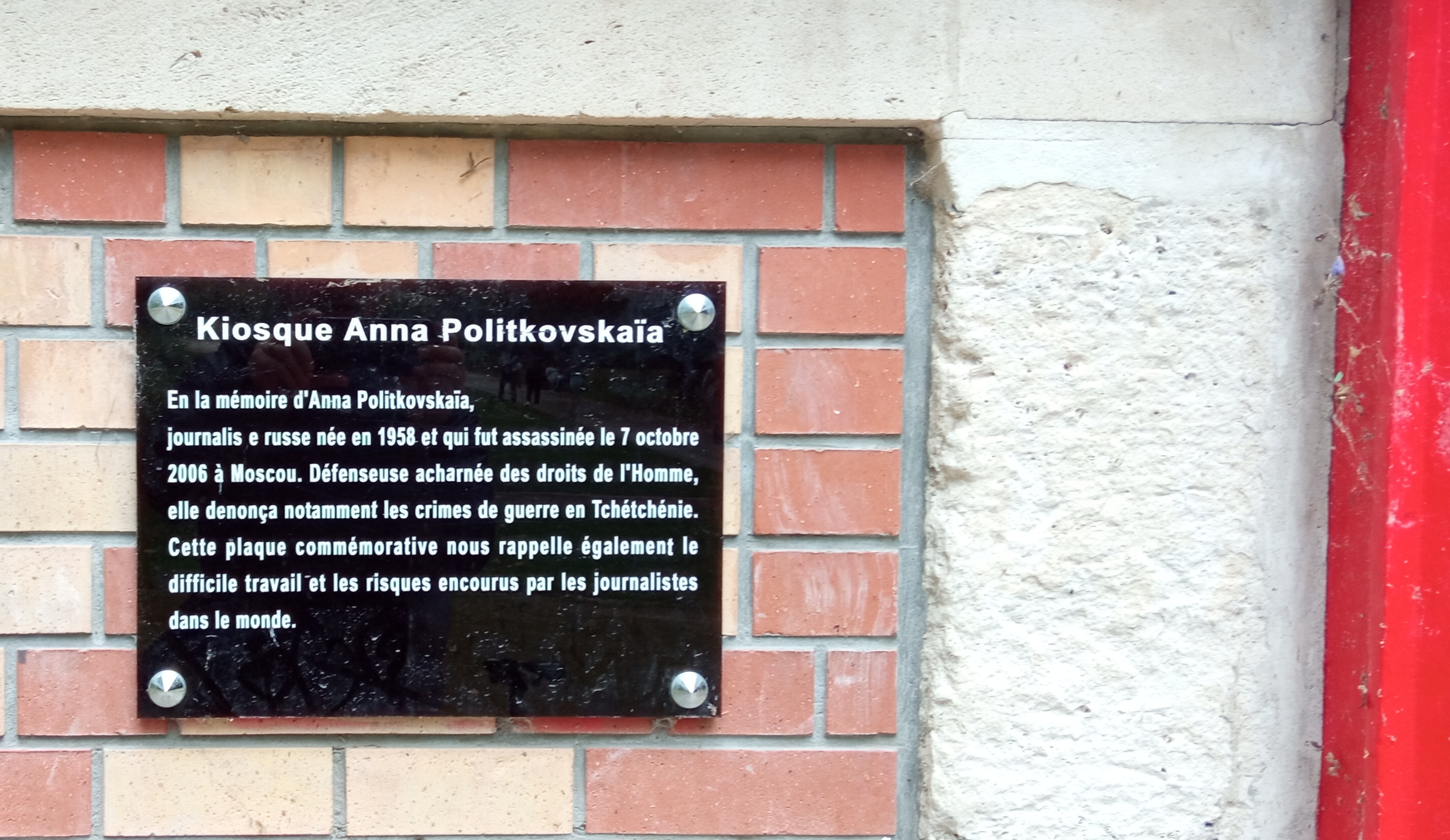
portant le nom d'Anna Politkovskaïa[2].
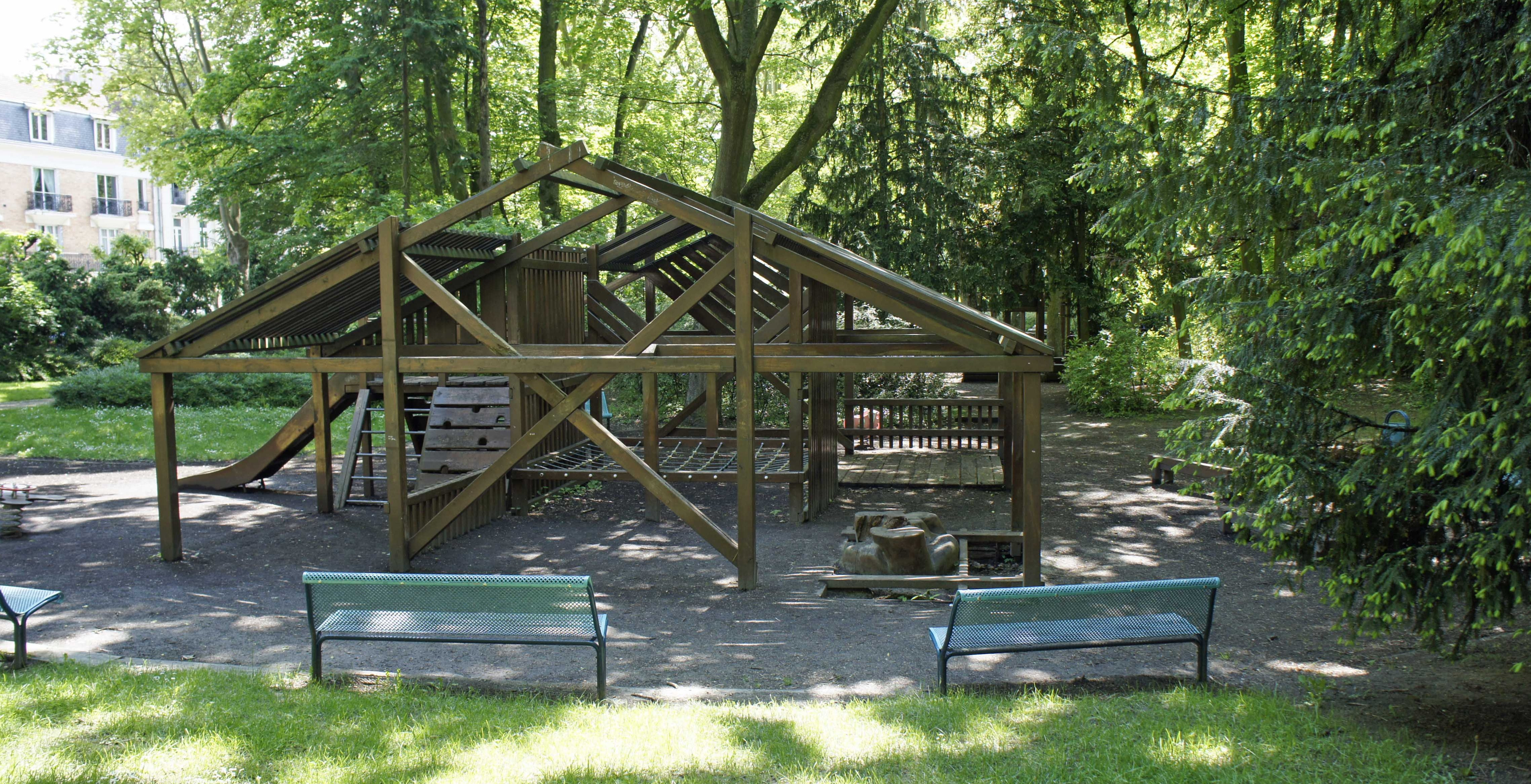
aire de jeux.
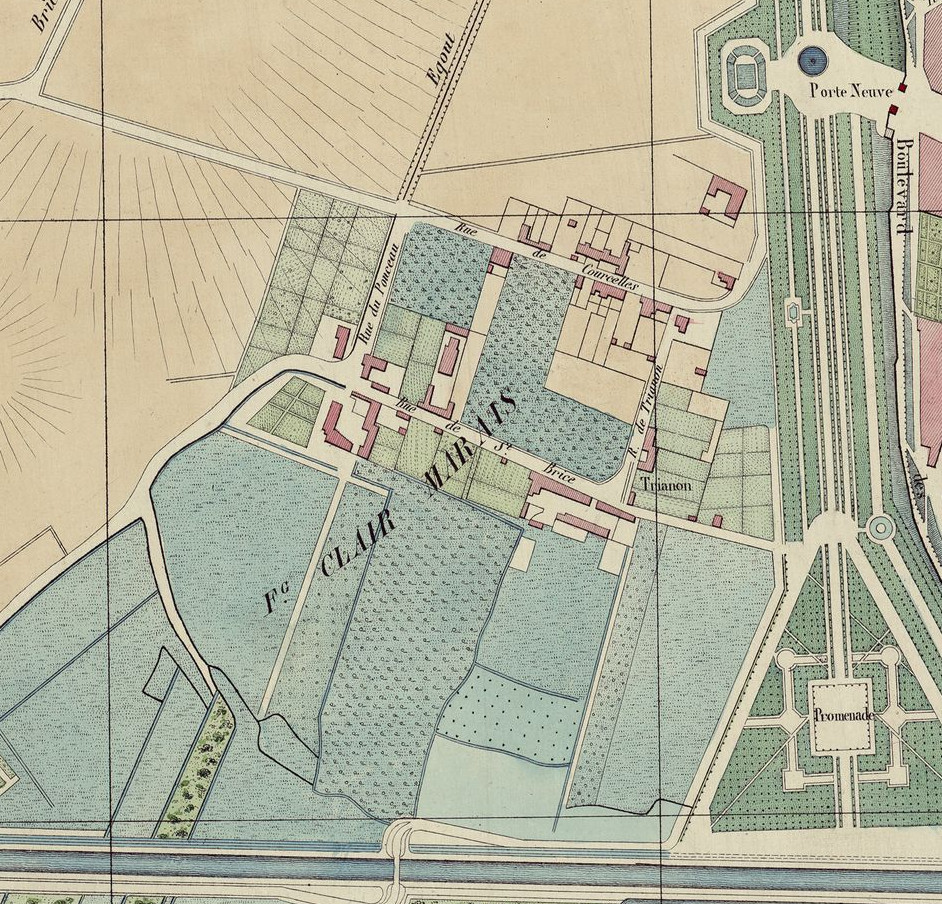
le triangle vert en 1844.